# Henryk III Luksemburski
Henryk III (ur. 1070 r., zm. 1096 r.) – hrabia Luksemburga od 1086 r.
Był synem hrabiego Luksemburga Konrada I. Objął tron po śmierci ojca w 1086 r. Jego następcą na tronie luksemburskim został jego młodszy brat, Wilhelm.